# 32e cérémonie des Victoires de la musique
 (avril 2025).
Si vous disposez d'ouvrages ou d'articles de référence ou si vous connaissez des sites web de qualité traitant du thème abordé ici, merci de compléter l'article en donnant les références utiles à sa vérifiabilité et en les liant à la section « Notes et références ».
La 32e cérémonie des Victoires de la musique a lieu le 10 février 2017 au Zénith de Paris. La cérémonie est retransmise à la télévision sur France 2 et à la radio sur France Inter et présentée par Thomas Thouroude et Bruno Guillon.

## Performances
| Artiste(s)                       | Chanson(s)                                                 |
| -------------------------------- | ---------------------------------------------------------- |
| Imany                            | Medley - Don't Be So Shy - Silver Lining (Clap your hands) |
| Jul                              | Medley - Tchikita - Je suis pas un fou                     |
| MHD                              | A Kele N'ta                                                |
| Agnes Obel                       | Hallelujah                                                 |
| Jain                             | Makeba                                                     |
| Kungs                            | Medley - Don't You Know - I Feel So Bad - This Girl        |
| L.E.J & Ibrahim Maalouf          | La Dalle                                                   |
| Broken Back                      | Halcyon Birds                                              |
| Calypso Rose                     | Far from home                                              |
| Vianney                          | Je m'en vais                                               |
| Amir                             | J'ai cherché                                               |
| Louise Attaque                   | Chaque jour reste le nôtre                                 |
| Radio Elvis                      | Solarium                                                   |
| Christophe Maé                   | Marcel                                                     |
| Julien Doré                      | Sublime & silence                                          |
| Ibrahim Maalouf                  | Red and black light                                        |
| Vincent Delerm                   | A présent                                                  |
| Benjamin Biolay                  | - Mobilis in mobile - Pas sommeil                          |
| Benjamin Biolay & Vincent Delerm | Les chanteurs sont tous les mêmes                          |

## Palmarès
Les gagnants sont indiqués ci-dessous en tête de chaque catégorie et en caractères gras, et les nommés au-dessous.

### Artiste masculin de l'année

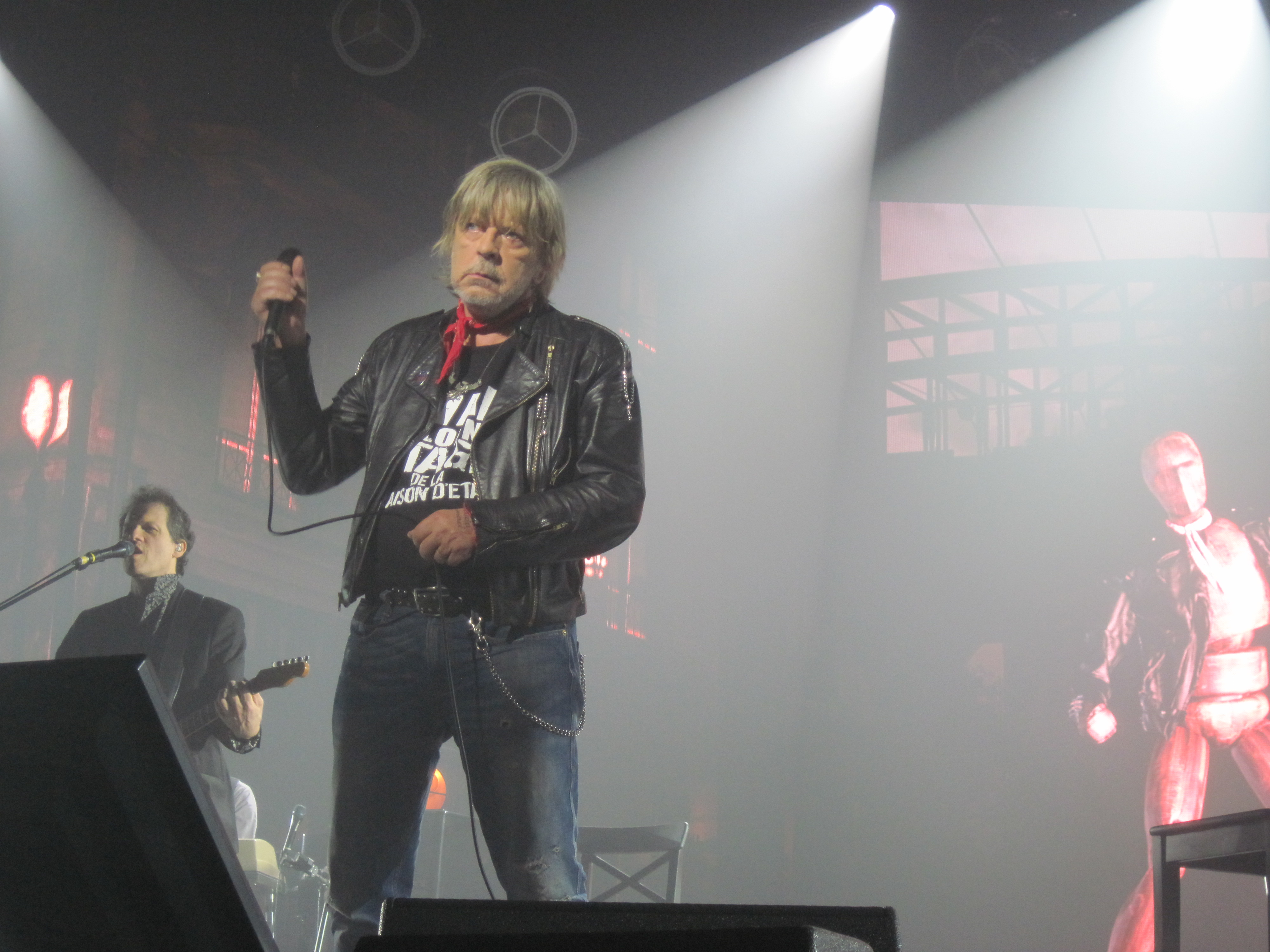
Renaud, l'artiste masculin

- Renaud
- Benjamin Biolay
- Vincent Delerm

### Artiste féminine de l'année

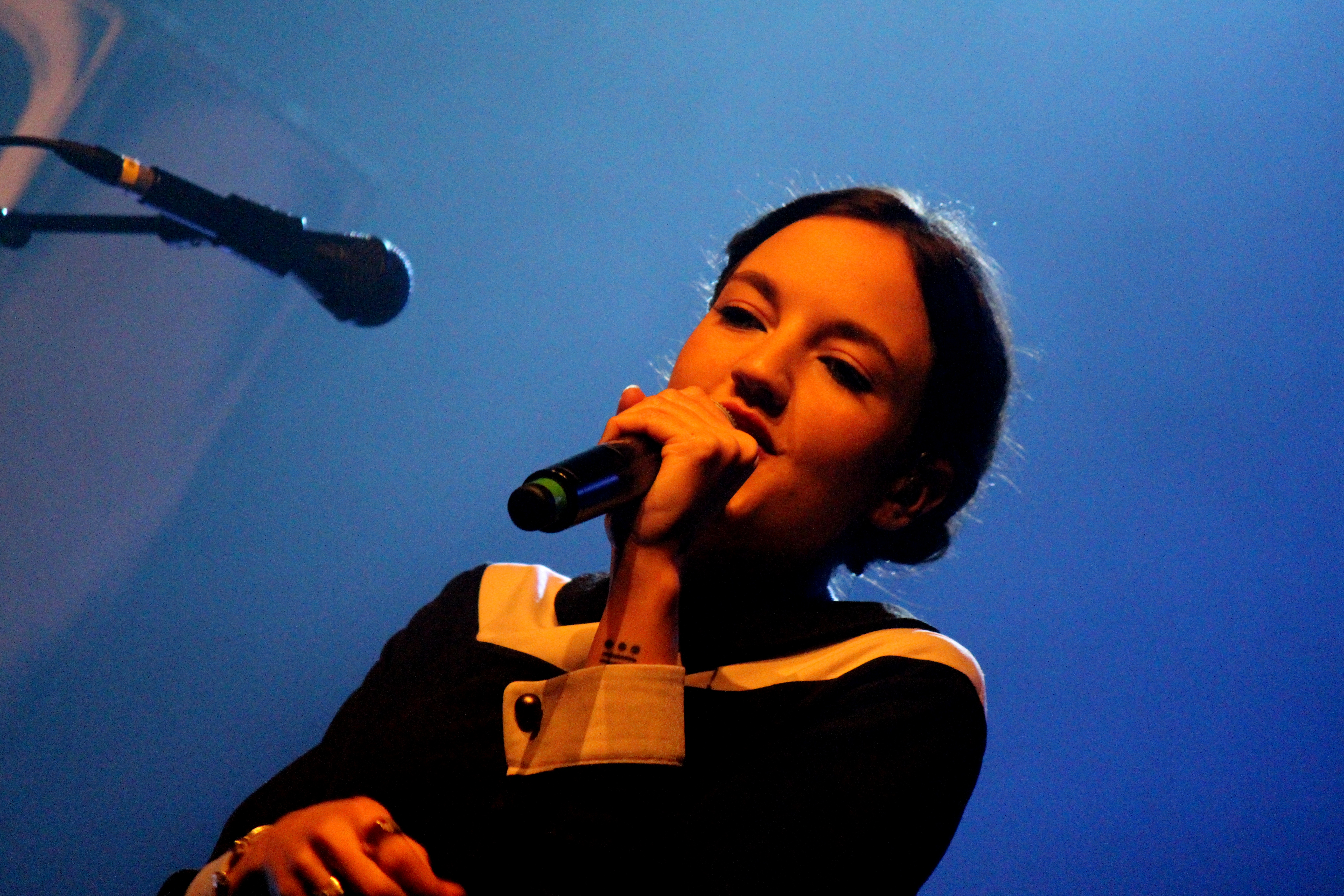
Jain, l'artiste féminine

- Jain
- Imany
- Véronique Sanson

### Album révélation de l'année
- Les Conquêtes, de Radio Elvis
- Au cœur de moi, d'Amir
- Claudio Capéo, de Claudio Capéo

### Révélation scène de l'année
- LEJ
- Broken Back
- Minuit

### Album de chansons de l'année
- Palermo Hollywood, de Benjamin Biolay
- &, de Julien Doré
- L'Attrape-rêves, de Christophe Maé
  - Ont été pré-sélectionnés, puis éliminés au second tour : Dans la légende, de PNL, Renaud, de Renaud

### Album rock de l'année
- Anomalie, de Louise Attaque
- Mystère, de La Femme
- Sebolavy, de Mickey 3D

### Album de musique urbaine de l'année
- My World, de Jul
- Héra, de Georgio
- Sur le fil de rasoir, de Kool Shen

### Album de musiques du monde de l'année
- Far From Home, de Calypso Rose
- Musique de France, d'Acid Arab
- Né So, de Rokia Traoré

### Album de musiques électroniques ou dance de l'année
- Layers, de Kungs
- Electronica 2: The Heart of Noise, de Jean-Michel Jarre
- Woman, de Justice

### Chanson originale de l'année
- Je m'en vais, de Vianney
- A Kele N'ta, de MHD
- Et je l'appelle encore, de Véronique Sanson
- J'ai cherché, d'Amir

### Spectacle musical, tournée ou concert de l'année
- Red and Black Light, d'Ibrahim Maalouf
- Zanaka Tour, de Jain
- Feu tour, de Nekfeu

### Vidéo-clip de l'année
- Makeba, de Jain
- Coward, de Yael Naïm
- The Missing, de Cassius

## Statistiques

### Nominations multiples
- 3 : Jain
- 2  : Benjamin Biolay, Amir, Véronique Sanson

### Récompenses multiples
- 2 : Jain[1]